# Cahergall
Cahergall (auch Cahirgal, irisch An Chathair Gheal, deutsch „die helle Stadt“) ist ein restauriertes eisenzeitliches Ringfort eines Typs, der nur durch wenige Anlagen in Irland überkommen ist. Die nahen Anlagen Leacanabuaile und Cathair an Lóthair, das wenig entfernte Staigue Fort und Caherdaniel Fort (alle im County Kerry), Dun Aengus und Dún Chonchúir auf den Aran-Inseln, Caherconnell und Caherdooneerish im County Clare und der Grianán von Aileach im County Donegal oder das Cashel von Kilmovee, der Grianán von Aileach oder Staigue Fort entsprechen in etwa der Bauweise von Cahergall. Caher ist die anglisierte Form der irischen Wortes „cathair“ (was in einigen Regionen der Insel Dun bzw. Steinfort bedeutet). 

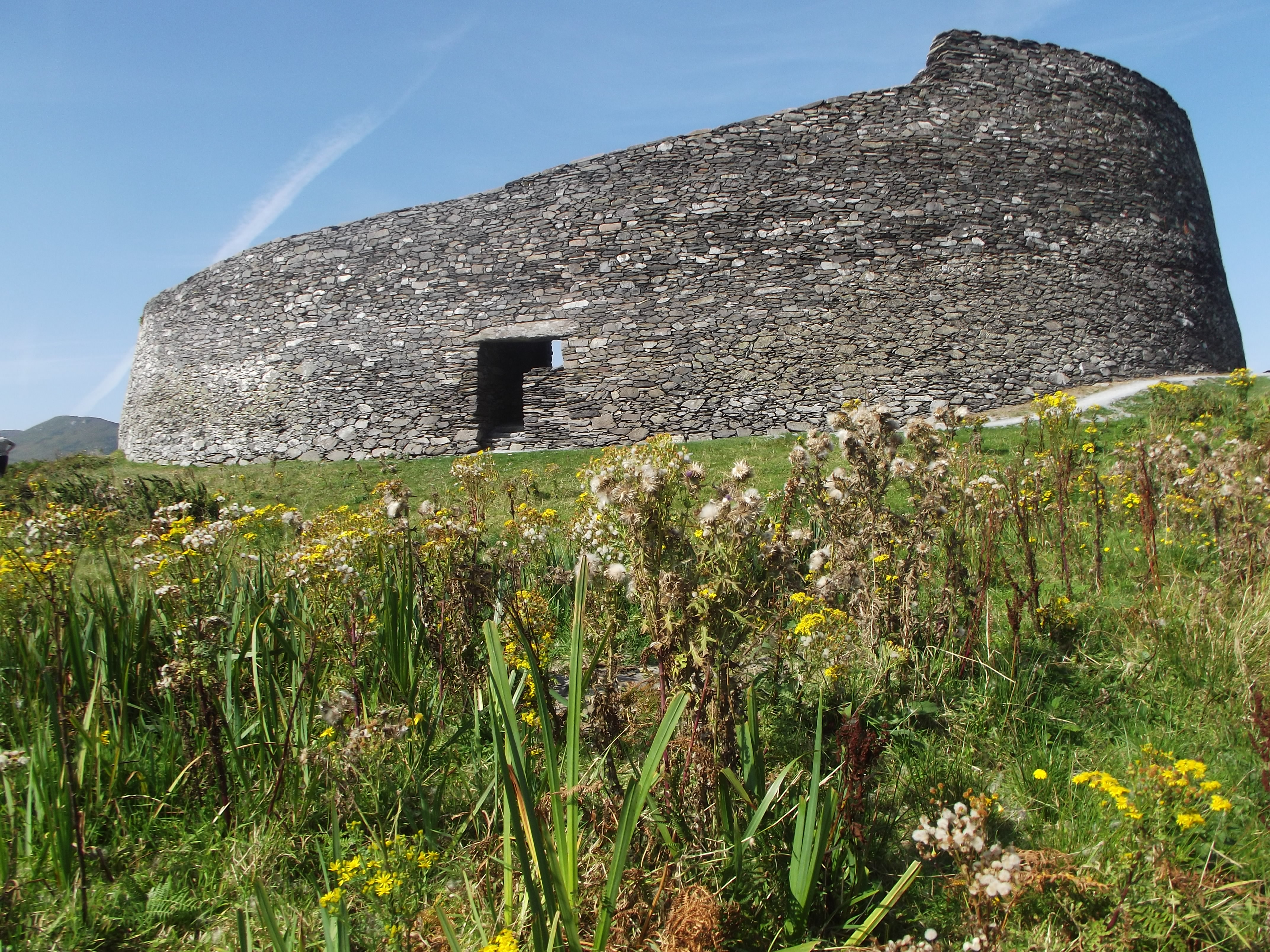
Cahergall

Ringforts unterscheiden sich von Duns durch die Größe und von Raths durch die Baumaterialien. Cahergall befindet sich westlich von Cahersiveen bei Ballycarbery East im County Kerry. Rathgall ist ein artverwandtes Hillfort im County Wicklow.
Die bis zu fünf Meter dicken Mauern sind auf der Schauseite bis über vier, auf der anderen Seite bis in zwei Metern Höhe neu aufgeführt worden. Im Inneren des Forts, das etwa 25 m Durchmesser hat, besteht die auf der Außenseite glatte Mauer aus Terrassenstufen und Treppen. Im Zentrum stehen die etwa einen Meter hohen, kreisförmigen Reste eines Steingebäudes mit einem geraden Durchgang.